# Yahoo! BB

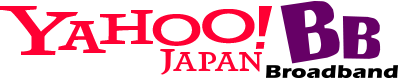
「Yahoo! BB」のロゴ

Yahoo! BB（ヤフー ビービー、Yahoo! BroadBand）は、ソフトバンク株式会社がかつて提供していた、インターネットサービスプロバイダ（ISP）サービスとADSLブロードバンドインターネット接続とを統合したサービスの商標。この名称は、2024年現在、同社が提供するブロードバンド回線サービスの総称として継承されている。
本項目では、光コラボレーションとISPサービスとを統合してソフトバンク株式会社が提供しているサービス「SoftBank光（ソフトバンクひかり）」、モバイル通信を用いたホームネーターサービスの「SoftBank Air（ソフトバンクエアー）」についても説明する。

## 概要
2001年(平成13年)9月「Yahoo! BB」サービス開始。
低価格戦略やIP電話のBBフォンといったサービス面での差別化に加え街頭でのADSLモデム無料配布や大量宣伝が効果をあげ、2005年(平成17年)12月現在、ADSLで日本国内最多の加入者を有する。急速な拡大路線によるインセンティブの急増により一時2000億円を超える大幅な赤字を出したが、2005年(平成17年)にはユーザ数の急増などによりADSL事業自体は単年度黒字化している。
2003年4月1日から2004年12月20日までの間、兵庫県神戸市にあるプロ野球オリックス・ブルーウェーブ（現：オリックス・バファローズ）の本拠地球場「グリーンスタジアム神戸」は、命名権（ネーミングライツ）導入により「Yahoo! BBスタジアム」と呼称されていた（現在は「ほっともっとフィールド神戸」）。詳細は神戸総合運動公園野球場の項目を参照。

## Yahoo! BB（ADSL接続サービス）
Yahoo! BBは、ベストエフォートのADSLによる50・26・12・8Mbpsの下り回線速度で、そして電話回線収容局から遠いユーザーなどにはリーチDSLによる接続とセットにしたISPを提供していた。
半固定IPアドレス（DHCPによる付与）などの仕様。モデムについては、フォックスコンに生産委託している物を同社が提供していた。レンタル・買取が選択できるが、買取は47,520円と高額である。なお、市販のモデムは使えない。
採算悪化による企業統合などにより、傘下の企業のサービスを合わせると、日本国内でADSL接続事業を行っている企業としては最大手で2014年時点で65％以上のシェアを誇っていた。
設備の老朽化と、ADSLの契約件数が最盛期の2割程度にまで縮小したことによる採算悪化による競合他社のサービス終了や新規サービス受付終了が相次ぐ中で、今後の去就が注目されていが、ADSLサービスは2019年2月28日付けで新規加入受付を終了し、2020年3月から一部地域から順次サービスを終了。
2024年3月末にADSLの全サービスを終了し、22年の歴史に幕を閉じた。
ADSLサービス終了以降も、ソフトバンクのブロードバンド回線サービスの総称として Yahoo! BB の名称が用いられている。

### ホワイトBB
ホワイトBBはソフトバンクを受付、料金の支払い窓口とするADSLで、ソフトバンクBBから回線サービス提供を受けているものだが、メールアドレス提供がないなどYahoo!BBとは異なる。ソフトバンクモバイルの携帯電話かスマートフォンの契約が前提で、料金は携帯、スマートフォンと合算して引き落としがされる。通信速度が50Mbps固定である上に、Yahoo!BBのように解約金も発生しない。ソフトバンクはスマートフォンの割引「スマホBB割」の加入条件としてホワイトBBの契約を必要とするようにした。一部ケーブルテレビ、九州地区のBBIQ、プロバイダのSo-netが運用するNURO光など、光回線の固定電話の加入でも契約は可能だがホワイトBB加入が圧倒的に多い。スマホBB割に加入するとスマートフォンの料金が最大1522円引きになるため、NTTのフレッツ光を解約してホワイトBBを契約する人が続出した。
ソフトバンクは、新サービスのスマ放題の導入にともなって、ホワイトプランでのスマホBB割は2014年11月30日で新規加入受付を終了するとしている。スマ放題に契約変更すればスマホBB割は適用になるが、KDDIのスマートバリューとは異なり、1522円の割引は2年で終了する。
インターネット料金が月額1886円(税込2036円)と宣伝しているが、その下に小さく表記があり、電話加入権がある場合の料金である。要するにNTTのアナログの固定電話を契約し開通している場合であり、固定電話がない場合ADSL専用線での契約となるため、税込3785円となる。
携帯電話、スマートホンの利用者は電話加入権は所持していない場合も多いので、注意が必要である。電話加入権があっても固定電話の費用として月1700円程度かかるため、トータル的な費用はどちらもほぼ同じとなる。
ホワイトBBもYahoo!BB ADSLと同様、新規加入受付は2019年2月28日付けで終了している。終了時期についてはもYahooBB! ADSLと同様。

## SoftBank光

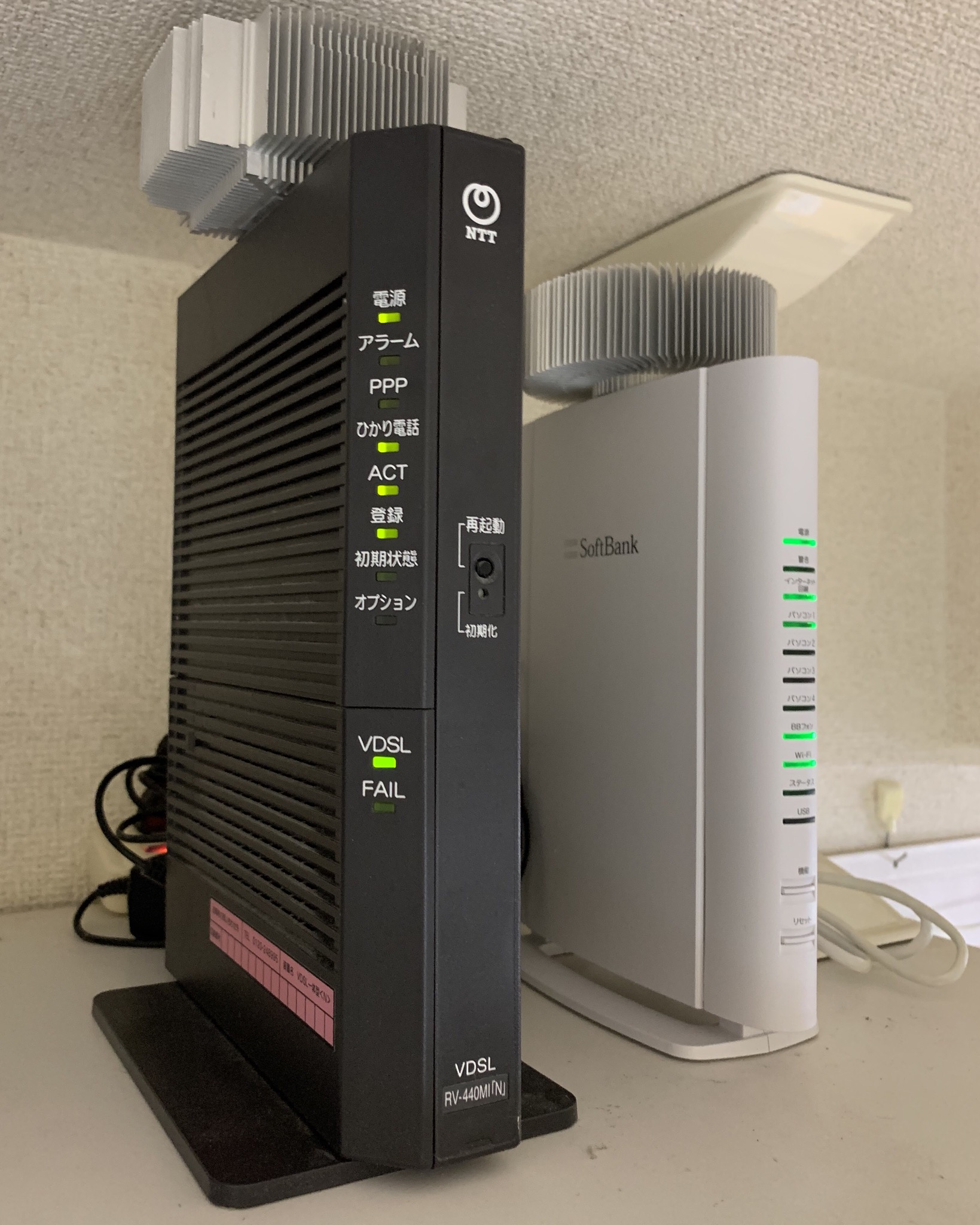
光コラボレーションモデル VDSL装置（NTT東西）と光BBユニット（ソフトバンク）

Softbank光（ソフトバンクひかり）は、光コラボレーションを利用して光回線を自社のサービスとして提供し、プロバイダ料金も込みで提供している。2015年2月から事前受付を開始、2015年3月より提供を開始した。
毎月の費用は戸建のタイプが5200円、集合住宅(マンション)タイプが3800円である。YahooBB基本サービスというオプションがあり、YahooウォレットとyahooBBの特典、専用のメールアドレスを使用するためのもので月300円かかる。携帯電話の割引を受けるためには、ソフトバンク光が指定するオプションで光BBユニット467円、wifiマルチパック990円、BBフォン(基本料無料)の3つが抱きあわせになるため、実質的な費用はそれぞれ、1457円加算になる(いずれも税抜き)が携帯とのセット割「おうち割　光セット」を組むことにより全てまとめて500円になる。携帯電話とスマートフォンの割引は「スマート値引き」となっているが2013年に一部の地域で試行的に行われたことがある。スマート値引きは2016年1月に「おうち割 光セット」に名称が変更になった。
2021年3月現在、SoftBankブランドの場合、データプラン（メリハリ無制限・ミニフィット+）で税抜1,000円割引、Y!mobileブランドの場合、シンプルS/M/Lで税抜1,080円割引となる。なお、既に新規受付を終了しているプランでも割引が適用されているが、料金プランにより割引額が異なっているので注意が必要である。

## SoftBank Air

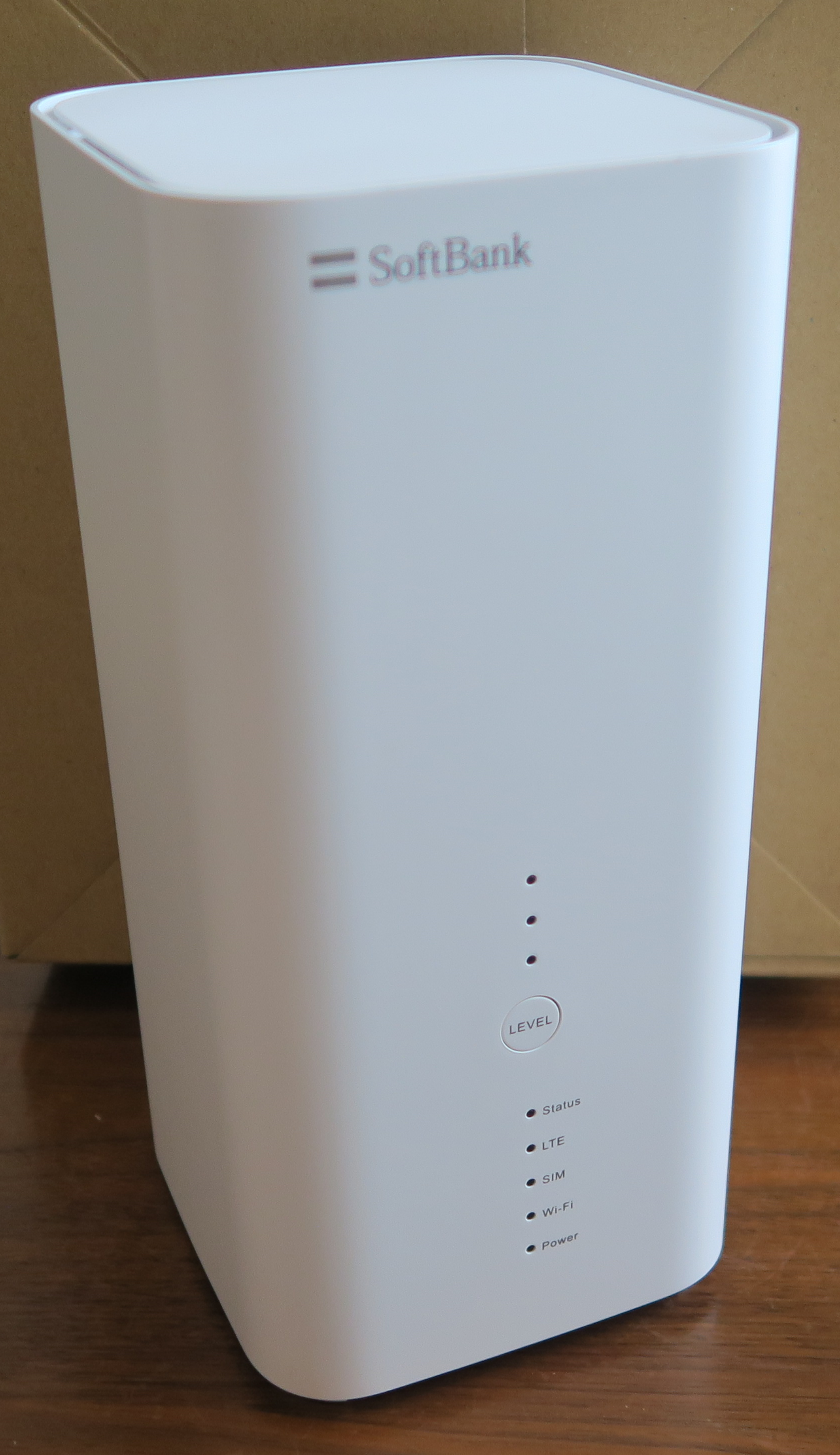
Airターミナル (Huawei Wifi Router B610h-70a)

SoftBank Air（ソフトバンクエア）は、ワイヤレスシティプランニングのAXGP回線を利用した、無線アクセスによる接続サービスで、いわゆる「ホームルーター」と呼ばれる商品である。2014年12月12日提供開始。正式サービス前はYahoo! BB Airの名称で試験提供されていた。
諸般の都合で光ファイバー回線を導入できない/導入したくないユーザーを対象とした、固定ブロードバンドの代替サービスの色彩が強い。月間のデータ通信量に上限はなく「使い放題」となるが、混雑時（主に夜間）に速度制限を実施できる旨が明記されている。
契約手続きを済ませ、端末を受け取った当日から使用可能で、「工事不要」をセールスポイントの一つにしており、宅内機器のAirターミナルは室内の電波が入りやすい窓際にユーザー自身で設置するが、モバイル用ルータとは違い、100VのAC電源への常時接続が必要となる。規約上、設置住所は固定となり、ユーザーが設置住所外へ任意に移動させる（自宅と職場、帰省先で持ち運んで使用する等）事は不可となるため、転居などで設置住所が変わる場合には手続きが必要となる。当サービスの提供エリアは周辺基地局の設置状況や混雑状況などの事情により比較的細かくエリア設定されており、問い合わせでエリア外とされた場合は契約不可となる。建物の構造、周囲の建造物の影響により電波が入りづらい、入らないことがあるのは、携帯電話と全く同じである。
契約は購入またはレンタルの2通りの方法があり、購入する場合は分割払い又は一括払いの選択が可能だが、分割払いに関しては携帯電話の本体の支払方法と同じのため審査があり、契約不可となることがある。購入の場合、契約の翌月から一定期間、基本料金から一定額を割り引く「月月割」が適用され、分割支払い金と割引額が相殺されるため、レンタルの場合よりも月額料金が安く抑えることが可能である。契約期間は2年間となっており、契約期間の満了月（24か月目）以外に解約する場合は解除料として税抜9,500円がかかり、分割払いで購入した場合は、解除料に加え、機器代金の残債の支払も必要となる（ただし、解約の時点で残債が無い場合は解約料のみとなる）。
宅内機器である「Airターミナル」はサービス開始当初の初号機ではアンテナが張り出した形状であったが、2015年12月17日に提供を開始した2代目の「Airターミナル2」ではアンテナが本体内に格納され、角に丸みを帯びたスリムタワー形状となった。2021年10月1日から提供を開始した5代目の「Airターミナル5」では5Gに対応したほか、アンテナ8本の中から電波強度が強い4本を自動的に選択して通信することで通信性能を向上させる「アンテナセレクション」が搭載された。形状も変更されており、「SoftBank」ロゴは下側中央に配している違いがある。無線LANでの接続に加え、端末にはLANポートが装備されており、LANケーブルが試供品として同梱されているため、接続する端末にLANポートが備わっている場合は一般的なインターネット回線同様に有線LAN接続が可能となっている。
また、5G対応端末の設定に伴い、4G対応端末の「Airターミナル4 NEXT」を含め、料金プランが契約期間や契約解除料を無くした「Air 4G/5G共通プラン」に移行された。
2024年9月には6代目端末となる「Airターミナル6」の発売を発表。MediaTek製のチップセットの搭載によって日本国内のMNO（通信事業者）で取り扱うホームルーターで初となるWi-Fi 7(IEEE802.11be)に対応するほか、複数の周波数帯の電波を同時に利用するマルチリンクオペレーションや1つのSSIDを設定すると適した周波数帯の電波に自動接続するバンドステアリング機能も備わる。形状は4代目の「Airターミナル4」や「Airターミナル4 NEXT」に近いスリムタワー形状へ回帰された。
「SoftBank 光」同様に「おうち割 光セット」（2015年12月までは「スマート値引き」又は「光おとく割」）の対象となっており、割引額は「SoftBank 光」の場合と同額となる。

## IP電話事業

### BBフォン
BBフォンは、基本料に含まれる標準サービスとしてサービス開始したため、2015年現在、日本で一番普及した050IP電話である。IP電話は一般に同一基盤同士の通話は無料であり、BBフォン同士も例外でない。また一般にIP電話は固定電話・携帯電話・PHS・国際電話などにも格安で発信できるためインターネットのみならず電話料金も節約することができ、一定の帯域が確保できれば固定電話と遜色のない音質が得られる。光でも光BBユニットを契約、接続することにより、BBフォン単独の利用は可能である。

### ホワイト光電話
ホワイト光電話は、SoftBank光のオプションサービス（別料金）の0AB-J IP電話である。ホワイト光電話は光BBユニットの契約と設置が必須であり、レンタル料金は月467円かかる。それにホワイト光電話の基本料が最低467円かかるため、NTTのひかり電話の基本料金500円より割高になるが、通話料金はホワイト光電話、BBフォンどうしでは24時間無料となっている。
ソフトバンク提案のベストエフォート網で、自社網内の品質測定用サーバと端末設備（TA）との間の通信品質を10分以下の間隔で定期的に監視し、最悪値・95%最悪値・平均値及び中央値の報告し、一定以上の品質低下を検知した際代替回線による迂回を実施する方式によるものとなっている。

## IPテレビ事業

### ソフトバンク光テレビ
ソフトバンク光テレビは、2013年に後述のBBTVのサービス廃止に伴い、スカパーJSATと業務提携を結んで開始した放送サービスで、ケーブルテレビとほぼ同じ要領で、スカパーJSATとの施設利用サービスとソフトバンク光の両方を同時契約することで、地上波・BS・CSの放送を手元にある受信装置（テレビ受像機、ブルーレイ・DVD・HDDレコーダーなど）でパススルー配信で受信することができる。また、希望者にはスカパー!プレミアムサービス・スカパー!プレミアムサービス光（これを利用する場合には別途専用受信機必要）を視聴することもできる。

### ひかりTV
ソフトバンク光テレビとは別に、NTTぷららが提供するIP放送サービスのひかりTVのサービスも展開している。こちらは地上波・BSの再放送を受信する場合でも、専用セットトップボックス（チューナー）の設置が必要。

### BBTV
BBTVが有線役務利用放送として行っていた放送サービス。光ファイバーでは基本料に含まれる標準サービスとなっていたが、2013年3月にサービスを終了しており、以後は上記の「ソフトバンク光テレビ」と「ひかりTV」に事実上移行している。

#### 福岡ソフトバンクホークス中継
ソフトバンクが全国でスーパーマーケットチェーンを経営していたダイエーに代わってホークスを運営するようになった2005年（平成17年）から福岡Yahoo!Japanドームで開催される福岡ソフトバンクホークスの試合中継を行う。加入者は同球場内に設置された30台のカメラの映像を選択して視聴でき、非加入者よりも高いビットレートで配信を行う。また、BBTVによりテレビで見ることもできる（2007年シーズンまで実施）。

#### コンテンツ事業
高速回線を通したコンテンツも提供している。

## Yahoo! BBの関連の問題・事件

### サービス開始や回線の回復工事の遅延
サービスの開始当初、申し込みの殺到や体制の不備などにより申し込んでも数か月間一切開通の進捗がない（最初もしくは申し込みから一定期間待たされた後に提示された開通予定日を過ぎても一切連絡や進捗がなく、問い合わせても適切な回答がまったく得られない）事実上の「放置」状態となる申込者が多数あらわれた。また、当初は公式には電話によるサポートを設けず、メールのみのサポートしか受け付けていなかったこともこの問題に拍車を掛けた。
ADSLサービスを解約した後も回線の回復工事手続きがなかなかおこなわれず、他社サービスに切り替えたくても「あなたの回線は他事業者に接続されている」として保留されてしまう、いわゆる「回線握り」の問題が起きた。

### NTTのコロケーションスペースの占有
2001年（平成13年）12月19日に総務省が行った「情報通信審議会電気通信事業部会接続委員会の公開ヒアリング」にて2001年（平成13年）12月時点でYahoo! BBのDSL加入者数が20万であるのに対し、NTT東西が提供するコロケーションスペースの8割以上に相当する2,500万回線分のリソースをNTT東西の収容局から占有していたために他事業者がADSLを提供する事が出来ない事態に陥っていることを発表。
アッカネットワークス、イーアクセス、NTT東西の3社からは運用を保留している占有回線のリソース早期開放を求められたがYahoo! BBからは「無計画に占有しているのではなく新たな事業計画がある」、「NTT東西側がコロケーションスペースの拡充ができてない事に落ち度がある」として開放を拒否した。このためNTT東西から他事業者へのADSL回線提供が困難な状況が続き、ADSL回線の提供が遅れる要因となったと言われている。
また、半年後の2002年（平成14年）6月に総務省がコロケーションスペースの予約（保留）期間が6か月以降は有償にすると変更した際には保留していた990万回線を月内に開放している。

### Yahoo! BB顧客情報漏洩事件
2004年（平成16年）2月27日にYahoo! BB登録者約450万人分の個人情報が漏洩していることが明らかとなり、Yahoo!BBは個人情報の扱いを改善するように総務省から行政指導を受けた。
またYahoo! BBに対して個人情報と引き換えに現金を要求していた右翼団体元会長やソフトバンク関連会社元社員らが逮捕され、東京地裁から有罪判決を受けた。

### ADSLモデム無料配布キャンペーンで被害
以前にADSLモデム無料配布キャンペーンを実施していたが、無料配布といいつつ実態は回線契約を伴う有償のレンタルモデムであり、トラブルが多発。事例は以下の通り。
- 電話勧誘で2か月無料と説明され、モデムを送ってもらうことに。しかし、設定が複雑なため箱に入れたまま保管。するといきなり2か月分の料金を請求された
- 何度か電話勧誘がありそのたびに必要ないと断っていたが、一方的に「モデムを送付した」との通告があった。すぐに送り返したが、2か月分の料金を請求された。解約手続中にもさらに料金を請求された。[17]
- すでに死亡した者の名義で強制的にモデムを送付され、後日2か月分の料金を請求された。

## 沿革
- 2001年（平成13年）
  - 9月 - ビー・ビー・テクノロジー（株）が「Yahoo! BB」の提供を開始。当時ADSL事業の多くが1.5Mbps接続で月額4,000円から6,000円だったのに対し8Mbps接続で月額3,017円という圧倒的な低価格での業界参入だったため、競合他社は価格の改定や料金体系の見直しを迫られた。
- 2002年（平成14年）
  - 4月 - ビー・ビー・テクノロジー（株）がIP電話サービス「BBフォン」の提供を開始
- 2004年（平成16年）
  - 3月 - 八丈島において日本で初めて離島でのADSLによるブロードバンドサービス提供を開始。（2003年（平成15年）8月4日に「八丈島にブロードバンドを推進する会」メンバーのNTTドコモ社員(浅沼泰英)からの電子メールでの直訴を受け孫正義が提供を表明。）
- 2004年（平成16年）
  - 10月4日 - 光ファイバー接続サービスに参入を表明。GE-PONシステムを用いることにより基地局までのバックボーンにおいて最大1Gbps（約1,000Mbps）の通信が可能である（しかし、宅内の機器の制約があるため1ユーザーの最大速度は従来の光ファイバーサービスと同じ100Mbpsになる）。戸建住宅の場合、対応建物が2階建ての2階までとなっているため3階建ての物件やアパート、マンション等の3階建て以上の集合住宅の場合、たとえ1階や2階に導入しようとしてもサービス提供がなされない。
- 2009年（平成21年）
  - 4月1日 - NTTのフレッツ光回線を利用したYahoo! BB 光 with フレッツサービスの提供を開始した。
- 2010年（平成22年）
  - 3月31日 - Yahoo! BB 光サービスを終了。
- 2014年（平成26年）
  - 12月12日 -  SoftBank Air 提供開始。
- 2015年（平成27年）
  - 3月 -  SoftBank光 提供開始。
- 2019年（平成31年）
  - 2月 -  YahooBB!ADSL、ホワイトBBの新規加入受付中止。2020年3月から順次一部の地域からサービス終了開始、2024年3月末までにサービス終了。